# Ennami
Faux ami, annemi ou ennami (en anglais frenemy, frienemy) fait référence, pour les deux derniers sous la forme d'un oxymore et d'un mot-valise de « ami » et « ennemi », à « une personne avec laquelle on est amical, malgré une aversion ou une rivalité fondamentale » ou « une personne qui combine les caractéristiques d'un ami et d'un ennemi ». Le terme est utilisé pour décrire les relations personnelles, géopolitiques et commerciales entre individus et groupes ou institutions. Le mot est apparu dans la presse dès 1953 dans un article intitulé Howz about calling the Russians our Frienemies? par le chroniqueur américain Gossip Walter Winchel[Quoi ?] dans le Nevada State Journal,.

## People
Un article de Businessweek a déclaré que les ennemis (frenemies) sur le lieu de travail sont fréquents, en raison de l'environnement de plus en plus informel et de « l'abondance de relations étroites et imbriquées qui rapprochent les vies professionnelles et personnelles des gens [...] alors qu'il n'était pas rare socialiser avec des collègues dans le passé, la quantité de temps que les gens passent au travail a laissé beaucoup de gens avec moins de temps et d'envie de développer des amitiés à l'extérieur du bureau »
Sigmund Freud a dit de lui-même qu'« un ami intime et un ennemi détesté ont toujours été indispensables à ma vie affective ... il n'est pas rare que ... un ami et un ennemi aient coïncidé dans la même personne ».